# 어디로 갈까
"어디로 갈까"는 한국에서 제작된 김성민 감독의 1958년 영화이다. 김웅 등이 주연으로 출연하였고 오의겸 등이 제작에 참여하였다.

## 출연

### 주연
- 김웅
- 김의향
- 강미애

## 기타
- 조명: 김영달
- 녹음: 최칠복
- 미술: 박석인